# Paul Arnold Walty
Paul Arnold Walty (* 5. Januar 1881 in Aarburg; † 22. Juni 1969 in Lugano) war ein Schweizer Fussballspieler.

## Leben
Der aus Aarburg im Kanton Aargau stammende Walty war einer der vielen Schweizer Fussballer, die Anfang des 20. Jahrhunderts in Italien spielten und dort wichtige Pionierarbeit für diesen Sport leisteten. Er spielte auf der Position des Außenläufers, heute vergleichbar mit einem defensiven Mittelfeldspieler.
Ein zeitgenössischer Sportjournalist beschrieb ihn wie folgt:

“Walty, il ventriloquo della squadra, gode pure nel pubblico di molte simpatie, per la sua tenacia, per la sua abilità e per il suo aureo silenzio nella partita. Ha il solo torto di avere i baffi già un po’ lunghi.”

„Walty, der Bauchredner der Mannschaft, geniesst auch beim Publikum grosse Sympathien für seine Zähigkeit, sein Können und seine goldene Ruhe während der Spiele. Seine einzige Unbill ist sein schon etwas zu langer Schnurrbart.“

## Karriere
Zwischen 1902 und 1904 lief Paul Arnold Walty für den AC Mailand auf, mit dem er 1903 und 1904 in der italienischen Fussballmeisterschaft jeweils an Juventus Turin scheiterte.
Im Jahr 1905 spielte Walty für Juventus, wo er mit dem Mittelläufer Giovanni Goccione und dem schottischen Außenläufer Jack Diment die Läuferreihe bildete. Der Schweizer war Stammspieler in der vom 5. März bis zum 9. April ausgetragenen Finalrunde und gewann mit dem Turiner Verein den ersten Meistertitel der Vereinsgeschichte.
Später wurde der passionierte Jäger Walty Anteilseigner der Textilfirma Hussy-Sterbe in Luino. Er starb 1969 in Lugano.

## Erfolge
- Italienische Meisterschaft: 1905

## Verweise